# Acantholimon fetissovii
Acantholimon fetissovii är en triftväxtart som beskrevs av Eduard August von Regel. Acantholimon fetissovii ingår i släktet Acantholimon och familjen triftväxter. Inga underarter finns listade i Catalogue of Life.